# Edizioni de I migliori anni
In questa voce sono elencate e descritte le edizioni del programma televisivo I migliori anni, in onda su Rai 1 dal 12 gennaio 2008 con la conduzione di Carlo Conti.

## Prima edizione (2008)
- Messa in onda: 12 gennaio - 23 febbraio 2008
- Numero di puntate: 7
- Presenze fisse: Nino Frassica
- Madrine: Pamela Camassa, Maria Elena Vandone

| Puntata | Messa in onda    | Ospiti | Ascolti        | Ascolti | Ascolti |
| Puntata | Messa in onda    | Ospiti | Telespettatori | Share   | Fonte   |
| ------- | ---------------- | --- | -------------- | ------- | ------- |
| 1       | 12 gennaio 2008  | The Platters, Wilma De Angelis, Narciso Parigi, Nilla Pizzi, Carla Boni, Teddy Reno, Tony Dallara, Giorgio Consolini, Toto Cutugno, Irene Cara, Richard Sanderson, Pino D’Angiò, Ricchi e Poveri, Sandy Marton, Marco Ferradini, Tiziana Rivale, Carol Alt, Gina Lollobrigida, Carlo Croccolo, Gigi e Andrea | 5 400 000      | 26,8%   | [ 1 ]   |
| 2       | 19 gennaio 2008  | N.D. | 5 548 000      | 28,97%  | [ 2 ]   |
| 3       | 26 gennaio 2008  | N.D. | 5 408 000      | 27,83%  | [ 3 ]   |
| 4       | 2 febbraio 2008  | N.D. | 5 846 000      | 29,05%  | [ 4 ]   |
| 5       | 9 febbraio 2008  | N.D. | 5 358 000      | 27,91%  | [ 5 ]   |
| 6       | 16 febbraio 2008 | N.D. | 5 735 000      | 29,45%  | [ 6 ]   |
| 7       | 23 febbraio 2008 | N.D. | 5 632 000      | 29,86%  | [ 7 ]   |
| Media   | Media            | Media | 5 561 000      | 28,55%  |         |

## Seconda edizione (2008)
- Messa in onda: 19 settembre - 28 novembre 2008
- Numero di puntate: 11 + I migliori dei migliori anni
- Presenze fisse: Nino Frassica, Benito Urgu
- Madrine: Sofia Bruscoli, Roberta Giarrusso

## Terza edizione (2009)
- Messa in onda: 18 settembre - 18 dicembre 2009
- Numero di puntate: 14 + I migliori dei migliori anni
- Presenze fisse: Benito Urgu
- Madrine: Roberta Morise, Sara Fracciolini, Elena Ossola, Angela Tuccia

## Quarta edizione (2010-2011)
- Messa in onda 17 settembre 2010 - 6 gennaio 2011
- Numero di puntate: 14 + I migliori dei migliori anni
- Presenze fisse: Nino Frassica, Benito Urgu, Francesco Scali, Luigi Leoni
- Madrine: Roberta Morise, Sara Fracciolini, Elena Ossola, Angela Tuccia

## Quinta edizione (2011)
- Messa in onda: 16 settembre - 9 dicembre 2011
- Numero di puntate: 11 + I migliori dei migliori anni[8]
- Presenze fisse: Dado
- Madrine: Roberta Morise, Sara Fracciolini

| Puntata                      | Messa in onda     | Ospiti | Ascolti        | Ascolti | Ascolti |
| Puntata                      | Messa in onda     | Ospiti | Telespettatori | Share   | Fonte   |
| ---------------------------- | ----------------- | --- | -------------- | ------- | ------- |
| 1                            | 16 settembre 2011 | Nicola Di Bari, Francesco Baccini, Bobby Solo, Jennifer Beals, Michael Sembello, Peppino Di Capri, Michele Zarrillo, Zucchero, Kim Carnes, Emilio Pericoli, Gilda Giuliani, Emma, Roberto Chevalier                                                                        | 3 994 000      | 18,77%  | [ 9 ]   |
| 2                            | 23 settembre 2011 | Nico Fidenco, Nikka Costa, Milva, Afric Simone, Riccardo Fogli, Antonio Banderas, Earth, Wind & Fire, Peppino Gagliardi, Anna Bugliari, Alessandra Amoroso, Ricky Tognazzi, Gianmarco Tognazzi, Maria Sole Tognazzi                                                        | 4 149 000      | 18,41%  | [ 10 ]  |
| 3                            | 30 settembre 2011 | Iva Zanicchi, Alunni del Sole, Lio, Raf, Kelly Lebrock, Dik Dik, Toto Cutugno, Lollipop, Kabir Bedi, Carole André, Los Marcellos Ferial, Giampiero Ingrassia, Massimo Benenato, Maria Letizia Benenato, Dino                                                               | 4 363 000      | 18,87%  | [ 11 ]  |
| 4                            | 14 ottobre 2011   | Sabrina Ferilli, Gino Paoli, Shel Shapiro, Haddaway, Wang Chung, Cristina D'Avena, Massimo Boldi, Biagio Izzo, Sabina Ciuffini, Mario Tessuto, Renato Dei Profeti, Rosanna Fratello, Cugini di campagna                                                                    | 3 884 000      | 16,44%  | [ 12 ]  |
| 5                            | 21 ottobre 2011   | Gigliola Cinquetti, Loalwa Braz, Formula 3, Anna Oxa, Matia Bazar, Roberto Vecchioni, Fausto Leali, Thelma Houston, Marco Masini, Geraldine Chaplin, Daniele Pecci, Gabriella Pession, Patrick Hernandez, Nico dei Gabbiani                                                | 4 212 000      | 17,41%  | [ 13 ]  |
| 6                            | 28 ottobre 2011   | Loretta Goggi, Viola Valentino, Little Tony, Giò di Tonno, Lola Ponce, Luciano Rossi, I Camaleonti, Anna Tatangelo, Maggie Reilly, William Pitt, Daniel Santacruz Ensemble, Giuditta Saltarini, Cesare Ranucci Rascel, Mango                                               | 4 244 000      | 17,36%  | [ 14 ]  |
| 7                            | 4 novembre 2011   | Gloria Gaynor, Patty Pravo, Amedeo Minghi, Adriano Pappalardo, Luca Carboni, Wilma Goich, Michele, Francesco Boccia, Giada Caliendo, Robertino, Gianfranco D’Angelo, Franco Cerri                                                                                          | 4 256 000      | 17,37%  | [ 15 ]  |
| 8                            | 18 novembre 2011  | Ornella Vanoni, i Pooh, Loredana Bertè, Gianni Boncompagni, Virna Lisi, Tullio de Piscopo, Maurizio Vandelli, Gianni Pettenati, Alessandro Canino, Silver Convention | 3 990 000      | 16,51%  | [ 16 ]  |
| 9                            | 25 novembre 2011  | Lucio Dalla, Lino Banfi, Luigi Necco, Franco Strippoli, Ferruccio Gard, Pier Paolo Cattozzi, Gianni Vasino, Dario Argento, Asia Argento, Delirium, Orietta Berti, Edoardo Vianello, Silvia Salemi, Francesco Baccini, Franco Simone, Procol Harum, Lu Colombo, The Korgis. | 4 202 000      | 17,64%  | [ 17 ]  |
| 10                           | 2 dicembre 2011   | Renato Zero, Cristian De Sica, Bruno Vespa, Al Bano, Ivana Spagna, Matia Bazar, Ricchi e Poveri, Jimmy Fontana, Marcella Bella, Wilma De Angelis, Jackie James, Ariadna Romero, Thyago Alves                                                                               | 4 697 000      | 18,85%  | [ 18 ]  |
| 11                           | 9 dicembre 2011   | Antonello Venditti, Michael Buble, Massimo Ranieri, Alessandra Amoroso, Glorya Gaynor, Leonardo Pieraccioni, Mal, Gigliola Cinquetti, Gianni Nazzaro, Cristiano Malgioglio, Sandro Giacobbe, Carmelo Pagano, Giuliano dei Notturni, Maurizio Costanzo                      | 4 672 000      | 19,95%  | [ 19 ]  |
| Media                        | Media             | Media | 4 242 000      | 17,96%  |         |
| I migliori dei migliori anni | 16 dicembre 2011  | – | 4 187 000      | 17,27%  | [ 20 ]  |

## Sesta edizione (2013)
- Messa in onda: 19 gennaio - 23 marzo 2013[N 1]
- Numero di puntate: 9
- Presenze fisse: Nino Frassica, Pamela Camassa

Quest'edizione, dichiaratamente ispirata a Canzonissima, storico programma Rai, prevede la gara fra otto cantanti fissi che eseguono una cover, mentre ognuno di loro (uno a settimana) ha modo di cimentarsi con un inedito. Le esibizioni sono votate da tre giurie: una giuria demoscopica composta da cento ragazzi in studio, un campione di cinquanta giurati in collegamento ogni puntata dalla sede Rai di una città diversa e infine coloro che esprimono il voto sul sito internet ufficiale del programma (questi ultimi hanno un'intera settimana di tempo per votare).
- Concorrenti:
  - Luca Barbarossa
  - Marco Masini (vincitore con cosa resterà degli anni '80)
  - Povia
  - Enrico Ruggeri
  - Alexia
  - Karima
  - Mietta
  - Paola & Chiara

| Puntata | Messa in onda    | Ospiti | Ascolti        | Ascolti | Ascolti |
| Puntata | Messa in onda    | Ospiti | Telespettatori | Share   | Fonte   |
| ------- | ---------------- | --- | -------------- | ------- | ------- |
| 1       | 19 gennaio 2013  | Massimo Ranieri, Keith Emerson, Dionne Warwick, Alberto Tadini, Bonnie Tyler, Adriano Pappalardo, Gina Lollobrigida, Nino Buonocore, Baccara             | 4 896 000      | 21,13%  | [ 21 ]  |
| 2       | 26 gennaio 2013  | Patty Pravo, Righeira, Alphaville, Michele, Chic, Claudia Cardinale, Los Marcellos Ferial, Arnold Schwarzenegger, Howard Jones, Michele Pecora           | 4 144 000      | 17,88%  | [ 22 ]  |
| 3       | 2 febbraio 2013  | Ornella Vanoni, Inger Nilsson, Electric Light Orchestra, Giuliano e i Notturni, Homo Sapiens, Black, Sandra, Claudio Amendola, Silvana Pampanini         | 4 518 000      | 18,20%  | [ 23 ]  |
| 4       | 9 febbraio 2013  | Orietta Berti, Anna Oxa, Francesco De Gregori, Limahl, London Beat, Valeria Rossi, David Soul e Paul Michael Glaser, Alessandro Siani, Christian De Sica | 4 201 000      | 17,23%  | [ 24 ]  |
| 5       | 23 febbraio 2013 | Al Bano, Gino Paoli, Mick Hucknall, Dado Moroni, Patrick Juvet, Mungo Jerry, Syria, Gabriele Cirilli                                                     | 4 598 000      | 18,32%  | [ 25 ]  |
| 6       | 2 marzo 2013     | Peppino Di Capri, Pooh, Fiordaliso, Viola Valentino, Il Volo, F.R. David, Enzo Decaro, Lino Banfi                                                        | 4 323 000      | 18,23%  | [ 26 ]  |
| 7       | 9 marzo 2013     | Marcella Bella, Little Tony, Gigi D'Alessio, Nik Kershaw, Rocco Granata, Pippo Baudo, Raoul Bova                                                         | 4 169 000      | 17,98%  | [ 27 ]  |
| 8       | 16 marzo 2013    | Renato Zero, Matia Bazar, Dik Dik, Gianni Pettenati, Maggie Reilly, Rosanna Fratello, Jim Diamond                                                        | 4 123 000      | 17,42%  | [ 28 ]  |
| 9       | 23 marzo 2013    | Iva Zanicchi, Gilbert O'Sullivan, Drupi, Claudio Bisio, Nek, Elisabetta Viviani, Gibson Brothers, Kid Creole & The Coconuts                              | 4 617 000      | 21,42%  | [ 29 ]  |
| Media   | Media            | Media | 4 399 000      | 18,65%  |         |

## Settima edizione (2016)
- Messa in onda: 29 aprile - 27 maggio 2016
- Numero di puntate: 5
- Presenze fisse: Anna Tatangelo, Ubaldo Pantani

Il programma torna dopo 3 anni di pausa e riparte dalla formula originaria delle prime cinque edizioni (archiviando quindi il meccanismo alla Canzonissima attuato nella precedente serie del 2013), con la consueta sfida musicale tra quattro decenni (anni sessanta, settanta, ottanta e novanta) giudicata da 100 ragazzi tra i 18 e i 26 anni presenti in studio. Questi di volta in volta eleggono vincitore di puntata un determinato decennio.
In ogni puntata Anna Tatangelo omaggia una diva della musica internazionale in un medley che ne ripercorre la carriera artistica.
| Puntata | Messa in onda  | Ospiti | Omaggi di Anna Tatangelo                                                                    | Ascolti        | Ascolti | Ascolti |
| Puntata | Messa in onda  | Ospiti | Omaggi di Anna Tatangelo                                                                    | Telespettatori | Share   | Fonte   |
| ------- | -------------- | --- | ------------------------------------------------------------------------------------------- | -------------- | ------- | ------- |
| 1       | 29 aprile 2016 | Renato Zero, I Nuovi Angeli, Wilma Goich, Alan Sorrenti, KC and the Sunshine Band, Roger Moore, Corinne Clèry, Aleandro Baldi, Francesca Alotta, i Camaleonti, Leo Sayer, Massimo Giletti, gli Stadio, Stefano Sani, Alex Britti, Ten Sharp | Donna Summer (Love to Love You Baby, I Feel Love e Hot Stuff)                               | 4 438 000      | 20,49%  | [ 30 ]  |
| 2       | 6 maggio 2016  | Ricchi e Poveri, le Baccara, i Dik Dik, Ron, I Santo California, Al Bano, Maggie Reilly, Christian De Sica, The Trammps, Francesco Renga, Gianni Bellì, Lio, Flavio Insinna, i Delegation                                                   | Tina Turner (Proud Mary, We Don't Need Another Hero e The Best)                             | 4 791 000      | 20,28%  | [ 31 ]  |
| 3       | 13 maggio 2016 | Rita Pavone, Elisabetta Viviani, Robertino, Gianni Togni, Viola Valentino, Maurizio Scattorin, Sandy Marton, Gabriel Garko, gli Homo Sapiens, Michele, Linda Blair, Dino, Alphaville                                                        | Madonna (Frozen, Vogue, La Isla Bonita)                                                     | 4 847 000      | 20,23%  | [ 32 ]  |
| 4       | 20 maggio 2016 | Patty Pravo, Mario Tessuto, Sister Sledge, Bobby Solo, i Collage, Donatella Milani, Gerry Bruno, Morris Albert, Iva Zanicchi, Wilma De Angelis, Kirk Morris, Enrico Montesano, Tony Esposito, i Twins, Paolo Vallesi                        | Whitney Houston (I will always love you, I wanna dance with somebody, Greatest love of all) | 4 883 000      | 23,00%  | [ 33 ]  |
| 5       | 27 maggio 2016 | Gianna Nannini, Fausto Leali, Orietta Berti, Mal, Ivana Spagna, Giancarlo Zarfati, George McCrae, Edoardo Vianello, Al Stewart, Michele Zarrillo, Paola Pitagora, Ugo Pagliai, i Modern Talking, Rosanna Fratello, Valeria Rossi            | Annie Lennox (Why, No More "I Love You's", Sweet Dreams (Are Made of This)                  | 5 098 000      | 24,83%  | [ 34 ]  |
| Media   | Media          | Media | Media                                                                                       | 4 811 000      | 21,77%  |         |

## Ottava edizione (2017)
- Messa in onda: 28 aprile - 26 maggio 2017
- Numero di puntate: 5
- Presenze fisse: Anna Tatangelo

Come nell'edizione precedente, il programma utilizza la formula originaria delle prime cinque edizioni (abbandonato soltanto nella sesta, ispirata a Canzonissima), con la consueta sfida musicale tra quattro decenni (anni sessanta, settanta, ottanta e novanta) giudicata da 100 ragazzi tra i 18 e i 26 anni presenti in studio. Questi di volta in volta eleggono vincitore di puntata un determinato decennio. La votazione avviene tramite i social network Facebook e Twitter.
In questa rubrica della trasmissione, i conduttori Carlo Conti ed Anna Tatangelo propongono al pubblico di spettatori, con la collaborazione e l'allegria del pubblico in studio, un viaggio alla scoperta degli utensili principalmente diffusi nei decenni 60, 70, 80, 90 (i concorrenti dell'edizione) grazie alla raccolta all'interno di un carrello e alla sperimentazione dell'utilizzo. I contenuti di #noiche sono curati da Rai Teche. I #noiche tornano avvantaggiandosi dei nuovi mezzi che Internet mette a disposizione, non più solo sms, ma anche Facebook, Twitter e tutte le piattaforme social.
| Puntata | Messa in onda  | Ospiti | Ascolti        | Ascolti | Ascolti |
| Puntata | Messa in onda  | Ospiti | Telespettatori | Share   | Fonte   |
| ------- | -------------- | --- | -------------- | ------- | ------- |
| 1       | 28 aprile 2017 | Brooke Shields, Gigliola Cinquetti, Homo Sapiens, Sergio Caputo, Pupo, Alessandro Canino, Fiorella Mannoia, Massimo Lopez, Tullio Solenghi           | 4 218 000      | 18,12%  | [ 35 ]  |
| 2       | 5 maggio 2017  | Wilma Goich, Jalisse, Carlo Verdone, Rosanna Fratello, Peppino Di Capri, Teresa De Sio, Holly Johnson, Frankie Goes tp Hollywood                     | 4 157 000      | 19,05%  | [ 36 ]  |
| 3       | 12 maggio 2017 | Giancarlo Giannini, Kathleen Turner, Marco Ferradini, The Korgis, Don Backy, Paolo Mengoli, Ivana Spagna                                             | 3 763 000      | 17,27%  | [ 37 ]  |
| 4       | 19 maggio 2017 | Patty Pravo, Cristina D'Avena, Elena Sofia Ricci, Kelly McGillis, Wilma De Angelis, Sergio Vastano, Enrico Beruschi, Margherita Fumero, Tinì Cansino | 3 829 000      | 18,09%  | [ 38 ]  |
| 5       | 26 maggio 2017 | Al Bano, Donatella Rettore, Martha Wash, Mirko Casadei, Orietta Berti, Teo Teocoli, Gianni Dall'Aglio                                                | 4 127 000      | 20,92%  | [ 39 ]  |
| Media   | Media          | Media | 4 019 000      | 18,69%  |         |

## Nona edizione (2023)
- Messa in onda: 28 aprile - 27 maggio 2023
- Numero di puntate: 6 + I migliori dei migliori anni
- Presenze fisse: Flora Canto, Gianmarco Carroccia

Il programma ritorna dopo 5 anni di stop. Le ultime due puntate di questa edizione vengono intitolate I migliori anni dell'estate e vanno in onda di sabato anziché di venerdì. In questa edizione è stata abolita la gara tra i decenni, sostituita dalla presenza di rubriche fisse: Hit Parade, My List e Chi è? (quest'ultima presente solo nella prima puntata). In ciascuna puntata sono inoltre presenti due comici nel ruolo di commentatori del tempo.
| Puntata                      | Messa in onda  | Ospiti | Ascolti        | Ascolti | Ascolti |
| Puntata                      | Messa in onda  | Ospiti | Telespettatori | Share   | Fonte   |
| ---------------------------- | -------------- | --- | -------------- | ------- | ------- |
| 1                            | 28 aprile 2023 | Patrick Hernandez, Marco Ferradini, Viola Valentino, Drupi, Caroline Loeb, Tiziana Rivale, Pooh, Thomas Anders, Donatella Milani, Paolo Vallesi, Londonbeat, Sergio Friscia, Antonio Giuliani, Alessandro Siani                                                          | 3 465 000      | 22,18%  | [ 40 ]  |
| 2                            | 5 maggio 2023  | F.R. David, Scialpi, Il Giardino dei Semplici, Ricchi e Poveri, Maggie Reilly, Marc Almond, Franco Simone, Sandy Marton, Tracy Spencer, Via Verdi, Aleandro Baldi, Propaganda, Ubaldo Pantani, Nuzzo e Di Biase, Nino Frassica, Luciana Ottaviani, Claudio Cecchetto     | 3 252 000      | 20,47%  | [ 41 ]  |
| 3                            | 12 maggio 2023 | Anita Ward, Rosanna Fratello, Stefano Sani, Sandro Giacobbe, Ivana Spagna, Gazebo, Alberto Camerini, Marco Masini, Matt Bianco, Collage, Massimo Di Cataldo, Matt Bianco, Riccardo Azzurri, Andrea Pucci, Barbara Foria, Alessia Marcuzzi, Giorgio Panariello            | 3 047 000      | 19,10%  | [ 42 ]  |
| 4                            | 19 maggio 2023 | Nik Kershaw, Fabio Concato, Francesco Salvi, Fiordaliso, Davide De Marinis, Annalisa Minetti, Tony Hadley, Michele, The Korgis, Paolo Mengoli, Francesco Paolantoni, Enrico Brignano, Massimo Ranieri                                                                    | 3 190 000      | 19,89%  | [ 43 ]  |
| 5                            | 20 maggio 2023 | Edoardo Vianello, Sabrina Salerno, Los Locos, Ryan Paris, Tony Esposito, Gary Low, Lou Bega, Ten Sharp, Sergio Caputo, Limahl, Gilbert O'Sullivan, Giuliano de i Notturni, I Santo California, I Cugini di Campagna, Umberto Tozzi, Gabriele Cirilli, Dado, Ezio Greggio | 3 894 000      | 24,43%  | [ 45 ]  |
| 6                            | 27 maggio 2023 | Donatella Rettore, Dik Dik, Johnson Righeira, Las Ketchup, Matia Bazar, Leroy Gomez, Miranda, The Twins, Katrina, Michele Pecora, Gibson Brothers, Patty Pravo, The Ritchie Family, Samantha Fox, Pupo, Dado, Gigi e Ross, Mogol                                         | 2 864 000      | 19,67%  | [ 46 ]  |
| Media                        | Media          | Media | 3 285 000      | 20,96%  |         |
| I migliori dei migliori anni | 3 giugno 2023  | – | 2 462 000      | 17,71%  | [ 47 ]  |

## Decima edizione (2024)
- Messa in onda: 6 aprile - 4 maggio 2024
- Numero di puntate: 5 + I migliori dei migliori anni
- Presenze fisse: Maurizio Battista, Giorgio Mastrota, Giancarlo Magalli[N 2]

Il programma è ideato da Carlo Conti e scritto insieme a Emanuele Giovannini, Ivana Sabatini, Leopoldo Siano, Mario D'Amico, Walter Santillo e Stefania De Finis con la collaborazione di Claudia Di Giuseppe, Mattia Bravi e Fiammetta Profili. La regia è di Maurizio Pagnussat.
| Puntata                      | Messa in onda  | Ospiti | Ascolti        | Ascolti | Ascolti |
| Puntata                      | Messa in onda  | Ospiti | Telespettatori | Share   | Fonte   |
| ---------------------------- | -------------- | --- | -------------- | ------- | ------- |
| 1                            | 6 aprile 2024  | Carlo Verdone, Patty Pravo, Amedeo Minghi, Syria, Wilma De Angelis, Nile Rodgers, Captain Sensible, Francesco Gabbani, Fausto Leali, Valeria Rossi                                                                                                  | 3 077 000      | 20,22%  | [ 48 ]  |
| 2                            | 13 aprile 2024 | Ron, Raf, Haddaway, Snap!, Gloria Gaynor, Mal, Robertino, I Cugini di Campagna, Alan Sorrenti, Elisabetta Viviani, Grazia Di Michele, Enrico Montesano, Nunzia De Girolamo                                                                          | 2 532 000      | 16,77%  | [ 49 ]  |
| 3                            | 20 aprile 2024 | Kid Creole & The Coconuts, Rita Pavone, Nomadi, Ray Parker Jr., Sheila & B. Devotion, Nek, Francesco Renga, Marco Armani, Audio 2, Flavia Fortunato, Double You, La Bottega dell’Arte, Wilma Goich, Lillo                                           | 3 064 000      | 18,20%  | [ 50 ]  |
| 4                            | 27 aprile 2024 | Christopher Cross, Midge Ure, Eric Burdon, Leee John, Michele Zarrillo, Marcella Bella, Gigliola Cinquetti, Rosanna Fratello, Zero Assoluto, Giuliano e i Notturni, Vincenzo Salemme                                                                | 2 957 000      | 17,96%  | [ 51 ]  |
| 5                            | 4 maggio 2024  | Hues Corporation, Wang Chung, Massimo Ranieri, Fiorella Mannoia, i Camaleonti, Memo Remigi, Neri per Caso, Gatto Panceri, Miko Mission con Angela Moy, Daniel Sentacruz Ensemble, i Califfi, Simona Ventura, Giancarlo Magalli, Alessandro Cattelan | 2 894 000      | 18,01%  | [ 52 ]  |
| Media                        | Media          | Media | 2 905 000      | 18,23%  |         |
| I migliori dei migliori anni | 18 maggio 2024 | – | 2 155 000      | 14,26%  | [ 53 ]  |